# 대구 북지장사 아미타삼존불좌상
대구 북지장사 아미타삼존불좌상(大邱 北地藏寺 阿彌陀三尊佛坐像)은 대한민국 대구광역시 동구 도학동, 북지장사에 있는 불상이다. 2012년 1월 30일 대구광역시의 문화재자료 제51호로 지정되었다.

## 개요
17세기 후반 경에 조성된 것으로 추정되는 삼존불로 본존은 17세기 전반에 활동한 조각승 현진(玄眞)이 조성한 불상과 유사한 수법이나 평편한 조각수법이나 작게 표현된 눈코입 등으로 보아 현진의 계보를 잇는 조각승에 의하여 조성된 것으로 추정되는 반면 좌우협시는 17세기 후반 이후에 활동한 승호(勝浩)의 불상과 공통점을 지니고 있는 것이 특징이다.

## 참고 자료
- 대구 북지장사 아미타삼존불좌상 - 국가유산청 국가유산포털